# مربی کارتر
مربی کارتر (به انگلیسی: Coach Carter) فیلمی است محصول سال ۲۰۰۵ و به کارگردانی توماس کارتر است. این فیلم بر اساس زندگی کن کارتر مربی سابق بسکتبال ساخته شده که نقش او را ساموئل ال. جکسون بازی کرده است. در این فیلم بازیگران دیگری همچون راب براون، چنینگ تیتوم، ریک گونزالز، آشانتی، رابرت ری‌چارد، آنتون تانر، تگزاس بتل، آدرین بایلون، اکتاویا اسپنسر، دبی مورگان، چانتول لویس و جنی گاگو ایفای نقش کرده‌اند.

## خلاصه
«کنی کارتر» (جکسن) اعضای تیم بسکتبال دبیرستان ریچموند کالیفرنیا را طوری رهبری می کند که قهرمانی ایالتی در دو قدمی شان قرار می گیرد. اما هنگامی که «کارتر» متوجه می شود نمرات درسی بچه ها پایین است، تصمیم می گیرد در استادیوم را بر روی آنان ببندد و در عوض آنان را تا نمرات شان بهتر نشده، در کتابخانه نگه دارد…